# Piruvato ossidasi
La piruvato ossidasi è un enzima appartenente alla classe delle ossidoreduttasi, che catalizza la seguente reazione:
piruvato + fosfato + O2 ⇄ acetil fosfato + CO2 + H2O2
L'enzima è una flavoproteina (FAD) che richiede tiamina difosfato. Due equivalenti riducenti sono trasferiti dal carbanione del 2-idrossietil-tiamina-difosfato all'adiacente cofattore flavinico, generando 2-acetil-tiamina difosfato (AcThDP) e flavina ridotta. Il FADH2 è riossidato dall'O2 per generare H2O2, mentre il FAD ed il AcThDP sono riconvertiti dall'acetil fosfato e dalla tiamina pirofosfato.